# Epacrophis reticulatus
Espèce
Synonymes
- Glauconia reticulata Boulenger, 1906
- Leptotyphlops reticulatus (Boulenger, 1906)

Epacrophis reticulatus est une espèce de serpents de la famille des Leptotyphlopidae.

## Répartition
Cette espèce est endémique du Nord-Ouest de la Somalie. Elle se rencontre  au Somaliland dans les monts Golis, entre 900 et 1 250 m d'altitude.

## Description
L'holotype de Epacrophis reticulatus mesure 190 mm et d'un diamètre de 5 mm. Cette espèce a la face dorsale brun foncé avec des écailles aux bords blancs formant un réseau. Sa face ventrale est blanche.

## Étymologie
Son nom d'espèce, du latin reticulum, « filet à petites mailles, réseau », lui a été donné en référence à sa livrée.

## Publication originale
- Boulenger, 1906 : Description of a new snake of the genus Glauconia from Somaliland. Annals and magazine of natural history, ser. 7, vol. 18, p. 441 (texte intégral).